# Височина

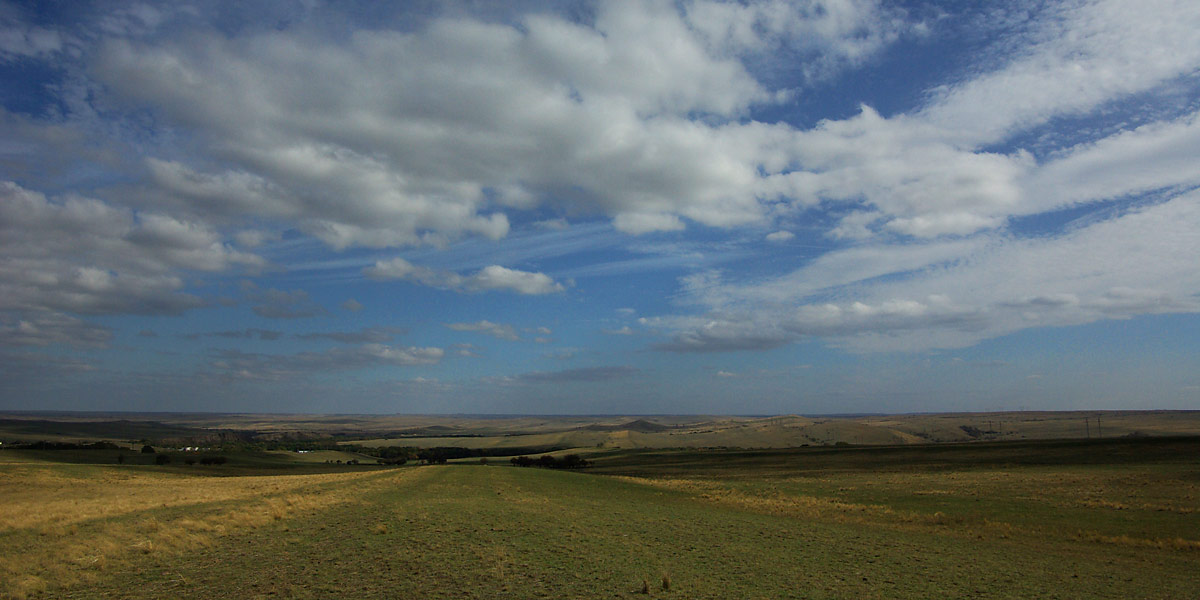
Провальський степ. Донецька височина.

Височина́ або височиня́ (англ. upland) — рівнинна ділянка земної поверхні.

## Загальний опис
Абсолютні висоти височин — від 200 до 500 м (до 600 м), що характеризується підвищенням відносно навколишніх просторів (наприклад, Подільська височина, Середньоруська височина тощо). Піднесеність переважно не має чітко виражених схилів. Височини, як і низовини, належать до рівнин, але протиставляються їм у абсолютних висотах. Термін «височина» отримав широке застосування в номенклатурі форм рельєфу пострадянських країн.
Височинами можуть також називати ділянки, що лежать вище навколишніх територій.
Більшість височин характеризуються значною розчленованістю річковою і яружно-балковою мережею. Височинам властиві інтенсивні денудаційні процеси, матеріали денудації виносяться на прилеглі низовини.

## Генезис
Утворення височин пов'язане з геологічною будовою і тектонічними рухами. Так, в Україні відроги Середньоруської височини фіксують виступи кристалічного фундаменту; Донецька височина є залишком домезозойського фундаменту Донецької складчастої споруди. Висхідні неотектонічні рухи на південно-західному схилі Східноєвропейської платформи призвели до формування Волинської і Подільської височин. Підняття окремих блоків фундаменту сформували Придніпровську і Приазовську височини.

## Класифікація
За морфологічними ознаками розрізняють:
- горбисті височини,
- хвилясті височини,
- плескаті височини[1].

За генезисом виділяють:
- денудаційні (Волинська);
- пластово-денудаційні (Середньоруська);
- структурно-денудаційні (Приазовська);
- цокольні (Донецька)[1].

## В Україні
В Україні височини займають 25 % площі держави. Найбільшими височинами є: Волинська, Подільська, Придніпровська і Приазовська.

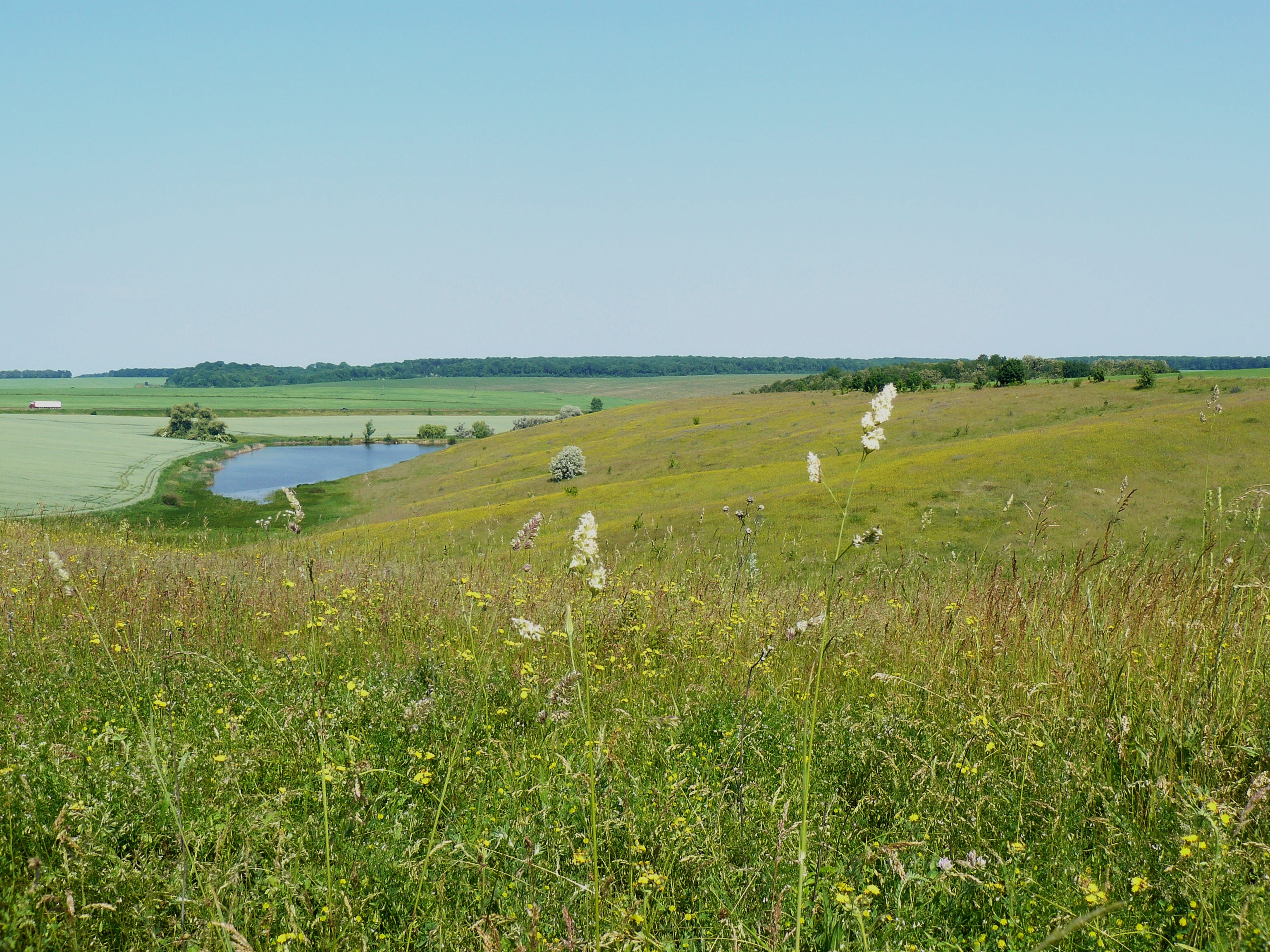
Придніпровська височина
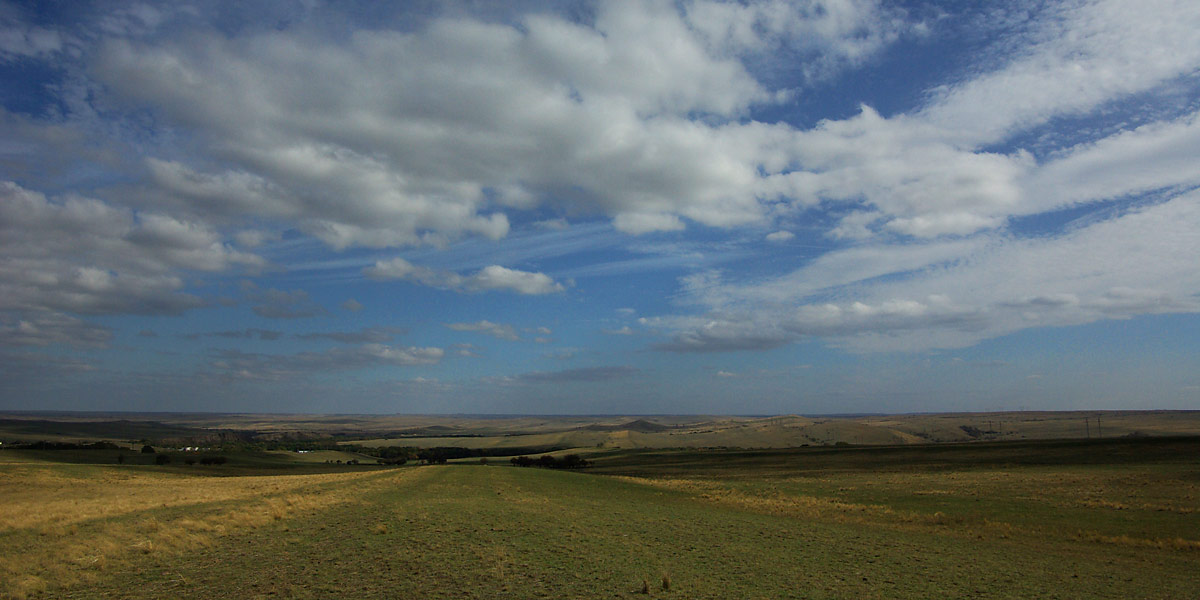
Донецька височина
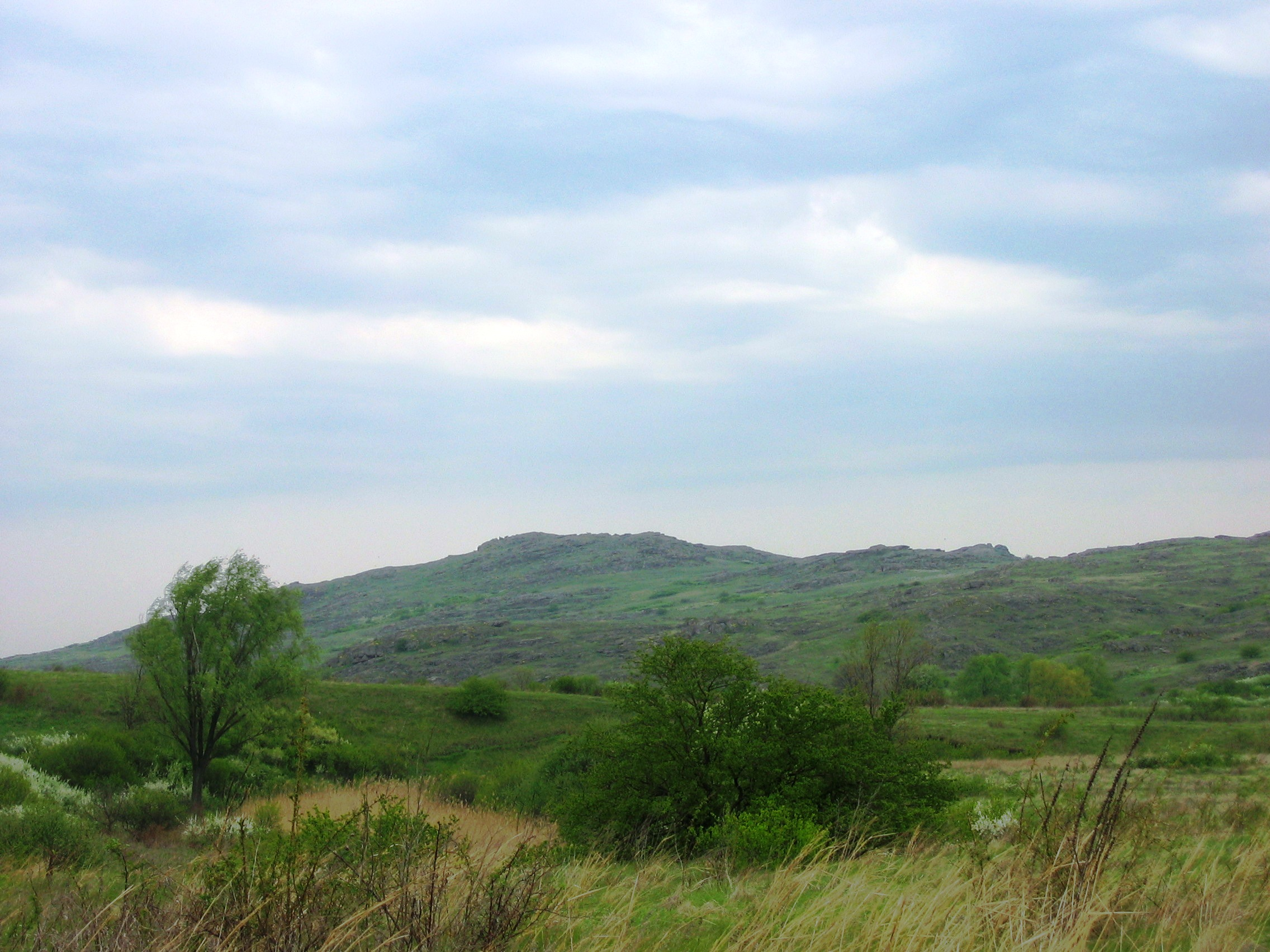
Приазовська височина
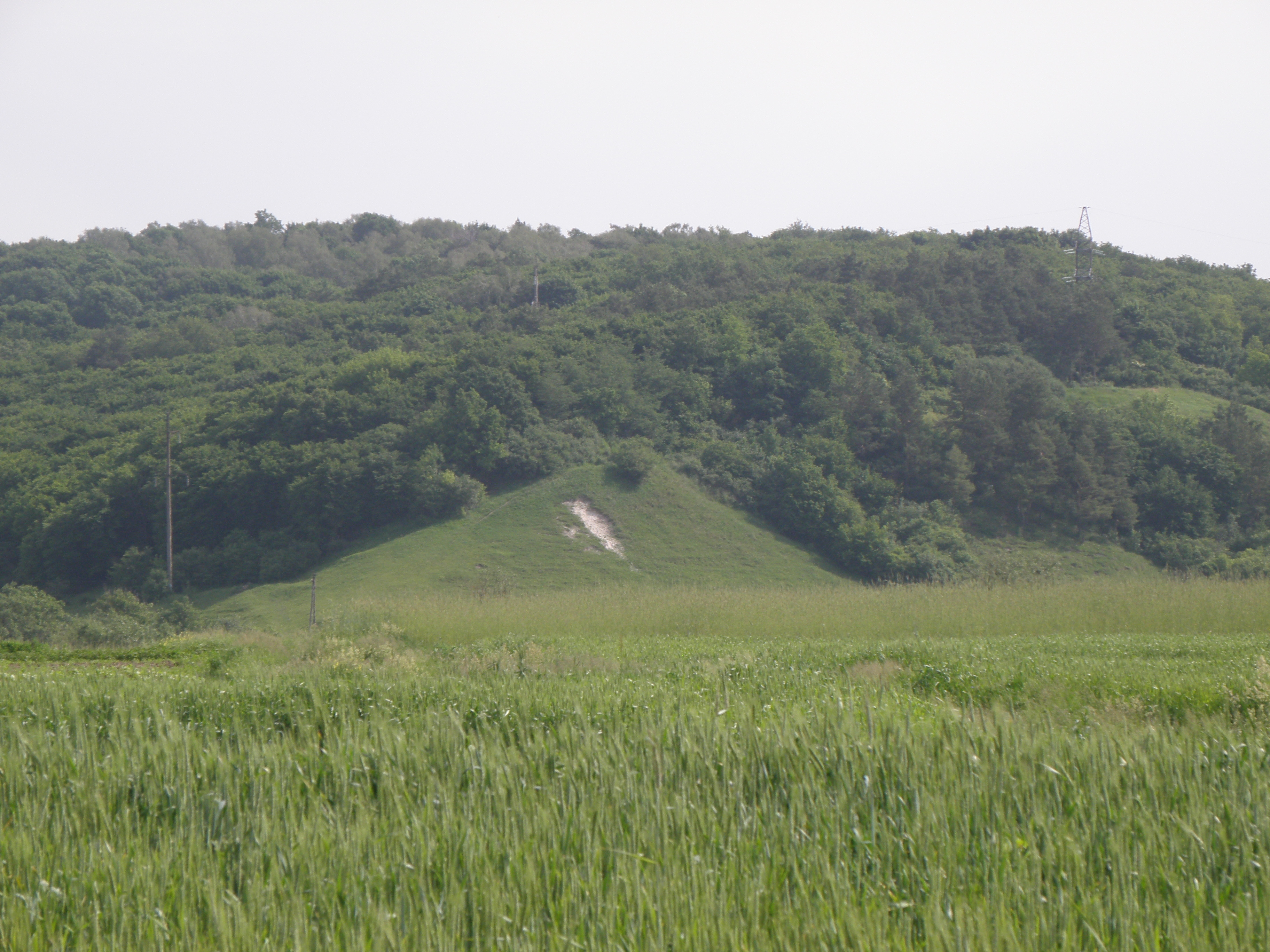
Волинська височина
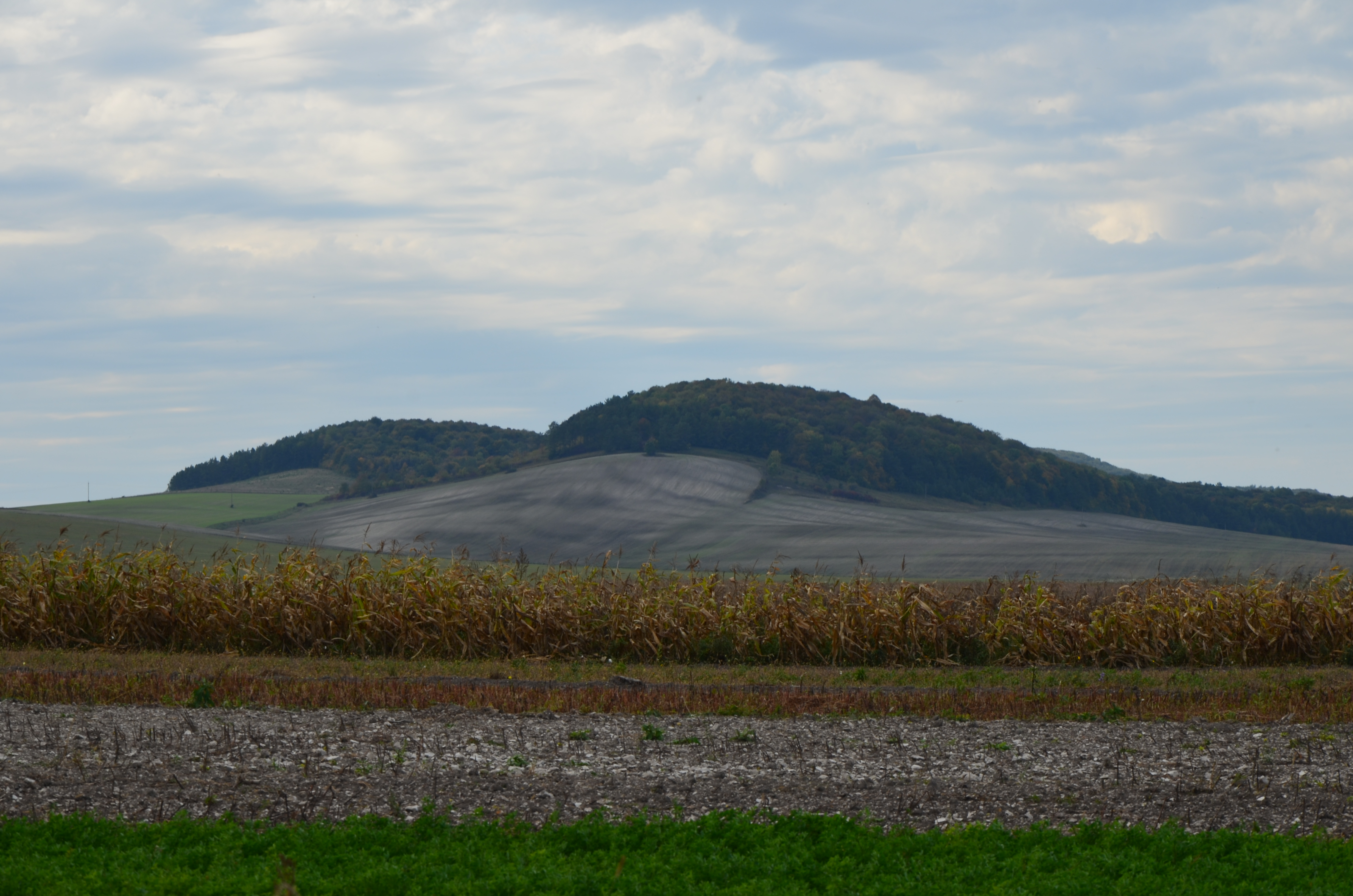
Подільська височина